# フライト・リスク
『フライト・リスク』（Flight Risk）は、2025年のアメリカ合衆国のアクション・スリラー映画。メル・ギブソンが監督と製作を務め、マーク・ウォールバーグが主演する。映倫G区分、上映時間91分。

## キャスト
※括弧内は日本語吹替。
- マドリン・ハリス - ミシェル・ドッカリー（甲斐田裕子）
- ダリル・ブース - マーク・ウォールバーグ（森川智之）
- ウィンストン - トファー・グレイス（森川智之）
- キャロライン・ヴァン・サント - リア・レミニ（英語版）（声）（桜井ひとみ）
- コールリッジ - ポール・ベン＝ヴィクター（声）（黒澤剛史）
- ハッサン - マーズ・アリ（声）/ モニブ・アブハット（阿部竜一）
- 通話相手男 - セニョール・パブロ（山添寛〈相席スタート〉）
- ジャニーン - エイリーズ・ギルフォイル（山﨑ケイ〈相席スタート〉）

## 製作
2020年12月、ジャレッド・ローゼンバーグの脚本が、ハリウッドの「ブラックリスト」の一作として発表され、2023年5月、監督メル・ギブソン、主演マーク・ウォールバーグの布陣で製作されることが報じられた。
本作は、アイコン・プロダクションズとデイビス・エンターテインメント・カンパニーの共同制作である。ギブソンは監督の他、共同製作として、ジョン・デイビス、ジョン・フォックス、ブルース・デイビらと共にクレジットされている。
配給は、ライオンズゲートが、メディア・キャピタル・テクノロジーズ（映画ファイナンス会社）およびハマーストーン・スタジオと提携して行う。

### 撮影
撮影は2023年6月にネバダ州ラスベガスで始まり、アラスカでも行われ、2023年8月に終了した。SAG-AFTRA は、2023年のストライキ中 (en) の撮影許可を本作の製作者に与えた。主演のウォールバーグは、禿げたパイロットの役のため、毎日部分的に頭を剃って撮影に臨んだ。

## 公開
2025年1月24日、米国で公開。当初は2024年10月18日に公開の予定だった。

## 評価

### 批評家評
Rotten Tomatoes には112件のレビューがあり、支持率は29%、平均点は10点中4.4点となっている。Metacritic には28件のレビューがあり、加重平均点は100点中38点、評価は「Generally Unfavorable（概ね批判的）」である。